# JB Mpiana
 (août 2023).
Si vous disposez d'ouvrages ou d'articles de référence ou si vous connaissez des sites web de qualité traitant du thème abordé ici, merci de compléter l'article en donnant les références utiles à sa vérifiabilité et en les liant à la section « Notes et références ».
Jean-Bedel Mpiana wa Tshituka, dit JB Mpiana, né le 2 juin 1967 à Kananga (Kasaï central), est un chanteur, danseur-chorégraphe et auteur-compositeur-interprète congolais de rumba, de ndombolo et de soukous.
Dans les années 1980, il devient le président et l'une des têtes d'affiche du groupe Wenge Musica avec Didier Masela, Werrason, Adolphe Dominguez, Alain Makaba et Blaise Bula jusqu'à sa dislocation en décembre 1997. À la suite de cette dislocation, Mpiana s'en va créer Wenge BCBG avec pratiquement la majorité des membres du groupe laissant de leurs côtés Werrason, Didier Masela et Adolphe Dominguez aller créer Wenge Musica Maison Mère.
Il s’illustre en 1997 avec son premier album solo, Feux de l’amour, notamment avec le titre phare Ndombolo.

## Biographie

### Enfance
Jean-Bedel Mpiana wa Tshituka est né le 2 juin 1967 à Kananga dans la région du Kasaï central en république démocratique du Congo. Il est nommé Jean-Bedel en référence à l'empereur centrafricain Jean-Bedel Bokassa. Tshituka, venant du tshiluba, signifie "enfant né prématuré" en effet, JB est né peu après le sixième mois de grossesse de sa mère.
Deux jours après sa naissance, il rejoint Kinshasa, ville qui le verra grandir et qui scellera son destin.
C'est à l'âge de dix ans, donc en 1977, qu'il apprend à chanter. À partir de treize ans, il se met à chanter à l'église et dans différents groupes scolaires avec notamment son ami Blaise Bula à l'Athénée de la Gombe . Quelque temps plus tard il change d'école, passant d'Athénée de Gombe à ITC de Ngaliema où il rencontrera des chanteurs tels que Sam Tshintu et Modogo Abarambwa (futurs membres du Quartier Latin de Koffi Olomidé) ainsi que son futur collège Adolphe Ebondja alias Dominguez.

### Débuts avec Wenge Musica (1984–1990)
C'est en octobre 1984, qu'il rencontre par hasard un groupe de jeunes hommes en train de répéter la chanson Ngabelo de King Kester Emeneya et Victoria Eleison. Ces jeunes hommes sont Werra, Didier Masela, Aimé Bwanga, Dede Masolo, Jean-Belis Luvutula et le ténoriste Endjo Mbula, tous membres de Wenge Musica. Machiro Kifaya qui n'arrive pas à atteindre les notes élevées des vocaux de Debaba dans cette chanson est remplacée par Mpiana qui demande s'il peut chanter avec eux, son interprétation impressionne les membres du groupe. Quelques jours plus tard, Luvutula étant un de ses camarades d'école, lui demande s'il souhaiterait se joindre au groupe. JB accepte et devient donc membre du groupe puis quelques mois après il introduit son ami Blaise Bula dans la bande.
En dehors de la musique, les membres du groupe sont étudiants. Ils décident donc de se permettre d'exercer leur passion seulement pendants les vacances scolaires.
Wenge Musica joue désormais en lever de rideau  Ils interprètent une à deux chansons avant l'arrivée des grands groupes sur la scène comme Victoria Eleison, Empire Bakuba, Zaïko Langa Langa, Choc Stars, Viva La Musica et Langa Langa Stars. Mais en 1985, Jean-Bedel échoue son diplôme d'études secondaires (équivalent du Baccalauréat en France) et est sur le point d'arrêter l'école mais ses amis, en particulier Werrason, l'encourage à reprendre et il finira par étudier le marketing aux côtés de ce dernier.
En 1986, Wenge Musica joue ses premiers concerts et chacun des membres présente sa chanson personnel. JB Mpiana présente Kin e bouger  (version 1), Blaise Bula présente Laura, Werrason présente Cesarine.
En 1988 sort le tout premier album  de Wenge Musica Bouger Bouger composé de six titres, JB Mpiana est l'auteur de trois chansons Mulolo, La fille du roi et Bakolo Budget. C'est avec cet album que Wenge Musica se fait une place dans la cour des grands, parmi ceux de la musique Congolaise de la 3e génération comme Papa Wemba, King Kester Emeneya, Koffi Olomidé, etc. Le groupe parvient à s’imposer avec Mulolo, élue meilleure chanson de l'année et le groupe est titré de révélation musicale de l'année. Mulolo est chanté en lingala, en français ainsi qu'en kimbala, la langue maternelle de Werrason utilisé pour le refrain apporté par l'oncle de Werrason, Nico Buakongo. Le groupe draine de nombreux fans avec le succès.

### Succès de Wenge Musica (1991-1996)
3 ans plus tard, en 1991, le deuxième album intitulé Kin É Bougé sort et confirme le succès de Wenge Musica. Faisant partie des principaux ensembles musicaux du Zaïre, le groupe est plébiscité comme étant le meilleur du Zaïre et JB Mpiana meilleur chanteur. Cet album contient 5 chansons dont Kin É Bougé, titre éponyme de l'album signé par JB Mpiana, Princesse Pathy d'Alain Makaba (interprétée par JB Mpiana) ainsi que Eve Sukali de Blaise Bula, Kaskin de Werrason et Ngoma Maguy le générique œuvre de l’animateur Ekokota.
Peu avant l'enregistrement de l'album, en 1990, le groupe devait voyager pour Bruxelles en passant par Paris pour la toute première fois mais ils sont arrêtés à Kinshasa car ils étaient en possession de faux visas. 
En 1993, le groupe publie Kala Yi Boeing, qui est en réalité leur troisième album, car avant celui-ci, il y eut Pleins Feux, qui devait sortir en 1992, mais qui sort finalement 4 ans plus tard. Dans Kala-Yi-Boeing, titre éponyme que portait la chanson de l’un des membres du groupe Werrason, JB Mpiana y signa 2 chansons sur les 7 que contenait cet opus, Danico et Mon ami Coboss. Il y interprète une autre chanson d’Alain Makaba, C’est trop tard Djenga. Cet album connut un remarquable succès et permettra au groupe de jouer avec Kassav ainsi que  Zaïko Langa Langa.
En 1994, le groupe sort leur cinquième et premier double album Les Anges Adorables dans lequel le groupe s’associe à Alain Makaba pour écrire une chanson qui récoltera de grandes récompenses Hi Oh Ah ‘New Image’ et il est aussi l’auteur d’autres chansons et interprétations comme Capitaine de Benelux. 
En 1995, Wenge Musica accompagne le guitariste Alain Makaba dans son premier album solo Pile ou Face. Il est avec le batteur Titina Mbwinga et l'animateur Roberto Ekokota à participer à l'album de ce dernier. Par la suite, le groupe sort l'année suivante l’album Pleins Feux, réédition de chansons enregistrées en 1992, composé de 8 titres et il est l’auteur de Nazareth.
La même année sort le septième et dernier album du groupe Pentagone, composé de 11 titres avec Tutu Callugi et Roberto Ekokota à l’animation. Mpiana, désormais surnommé Maréchal Mukulu wa Bakulu, le grand leader charismatique,  signé No Comment Shengen.

### Premier album solo et dislocation du groupe (1997)
JB Mpiana enregistre son premier album solo nommé Feux de l'amour. L'album connaît la participation de chaque membre de l'orchestre sauf le nouveau venu Ferré Gola. Il signe un contrat avec un producteur camerounais nommé Simon Njonang qui a aussi produit l'album Pentagone. 

Il sort son premier album solo en mai 1997, Feux de l'amour. Il est composé de 10 titres au beat très festif tels que « Ndombolo », « I love you », « Recto verso », « Masuwa », « Bana Lunda » ainsi qu'un featuring avec, son idole de toujours, Papa Wemba, sur le titre Cavalier solitaire. L'album est couronné d'un disque d'or avec plus de 150 000 exemplaires vendus (référence nécessaire). Le titre phare de cet opus, Ndombolo, connaît un succès en Afrique ainsi qu'en Europe auprès de la diaspora africaine. Cet album donne son nom à une musique congolaise  dansante, festive, d'ambiance et assimilé : le ndombolo. Grâce à cet album, il reçoit le prix de meilleur chanteur pour la 2e fois, meilleure chanson et meilleur album[précision nécessaire]. Celui-ci est couramment appelé ndombolo, de son 1er titre, suivi de Feux de l’amour, le titre qui donne son nom à l’album. 
Le 7 décembre 1997, lors du concert de présentation de son album Feux de l'amour au Grand hôtel de Kinshasa, le groupe se bagarre sur scène. Cette confrontation se déroule sous les yeux du public ainsi que de Papa Wemba. Le groupe se sépare en 2 entités. JB s'en va créer Wenge BCBG avec plus de 80% de l'orchestre original composé d'Alain Makaba, Blaise Bula, Alain Mpela, Aimélia, Ficarré, Kusangila, Titina, Fils Zamuangana, Théo Bidens, Burkina Mboka Liya, Ekokota et Tutu Caludji. Et un autre sera Werrason, Adolphe Dominguez et Didier Masela.
JB Mpiana est entre autres considéré par les melomanes comme étant la plus belle voix de Wenge.

### Wenge BCBG et rivalité avec Werrason (1998-1999)
Après la scission du groupe en décembre 1997, JB Mpiana crée avec Alain Prince Makaba et Blaise Bula prennent la tête de Wenge BCBG avec à leurs cotes les chanteurs Alain Mpela et Aimélia Lias, les guitaristes Ficarré Mwamba, Burkina Faso Mboka Liya, Patient Kusangila, Fiston Zamuangana, les batteurs Titina Mbwinga, Seguin Mignon et les animateurs Tutu Caludji et Roberto Ekokota. En termes de porte-parole, il recrute comme Roger Ngandu et Blanchard Mosaka. Du groupe original, sept membres n’apparaissent pas (Didier Masela, Werrason, Adolphe Dominguez, Christian Mwepu Mabanga, Ali Mbonda, Ferré Gola et Japonais Maladi) faisant la place à de nouvelles recrues.
En 1998, JB Mpiana, Alain Prince Makaba, Blaise Bula et leur nouveau groupe prennent la direction de l'Europe pour l'enregistrement de Titanic (sauf Ekokota qui était malade pour quitter le groupe), titre symbole de cette scission. Des musiciens et des personnalités politiques se lient pour l'affaiblir ce à quoi il répond au travers d’une de ses chansons« Bien que vous ayez comploté avec vos frères, vous n’avez pas réussi ». Cet album est composé de 10 titres, JB Mpiana signe et s'illustre à travers les chansons RDC dans laquelle il met en exergue la richesse culturelle de son pays tout juste redevenu République démocratique du Congo après avoir été République du Zaïre de 1971 à 1997, Omba, une chanson qui sera désignée comme meilleure chanson de l'année à égalité avec Chantal Switzerland de son ex-collègue Werrason à la suite d'un vote du public et pour finir Champion Kapangala.  
De retour à Kinshasa, le groupe va livrer un grand concert au Palais du Peuple. JB devient le seul administrateur du groupe avec le départ de Blaise Bula et d'Alain Makaba.
Grâce à cet album, JB Mpiana est l'artiste de la 4e génération musicale congolaise à jouer à l'Olympia de Paris et au Zénith de Paris de l'année suivante. Le disque d'or de Feux de l'amour lui est remis durant le concert à l'Olympia avec plus de 150 000 exemplaires vendus. Au cours de la même année, JB Mpiana est le premier artiste de sa génération à décrocher cette récompense. Il est également le plus jeune disque d'or africain. 
Après les grandes salles parisiennes, JB Mpiana et Wenge BCBG vont remplir les stades de Cotonou (Bénin) et le stade des Martyrs de Kinshasa où plus de 85 000 assistent à ce concert. Avant son deuxième album solo, il sort un single Y'a pas photo, y'a pas match composé de 2 titres.

### DeT.HàQuel est ton problème?(2000-2007)
En juin 2000, 3 ans après Feux de l'amour, JB Mpiana sort son deuxième album solo intitulé T.H. : Toujours Humble composé de 16 titres sur deux volumes, pour lequel il reçoit son deuxième disque d’or et récolte 5 récompenses : meilleur chanteur, meilleur album, meilleure chanson pour 48 Heures Gecoco, meilleur compositeur avec Grâce à toi Germain, meilleur artiste. Ainsi reconnu dans l'univers de la world music, tout en gardant ses racines et en s'ouvrant vers d'autres styles musicaux tels que le rap, la salsa avec des chansons comme : Walay Danico, Éducation, Le Sultan de Brunei, Dis moi amour, La Rose verte, Bye bye Julie, Aminata Sylla… 
D'août 2000 à avril 2001, JB Mpiana et Wenge BCBG effectuent une série de concerts à Kinshasa, puis partent en tournée à l'étranger avec plus de 30 spectacles : France, Belgique, Pays-Bas, Italie, Allemagne, Suisse, Irlande, UK et Canada et 3 spectacles au Tchad.
En août 2001, JB Mpiana sort le deuxième album du groupe, un double album de 16 pistes intitulé Internet, un autre succès. Par cet album, ils se produisent au Spectrum de Montréal. Et Le Clips De L' album de 10 Clips Sort Plus Tard en fin 2004  

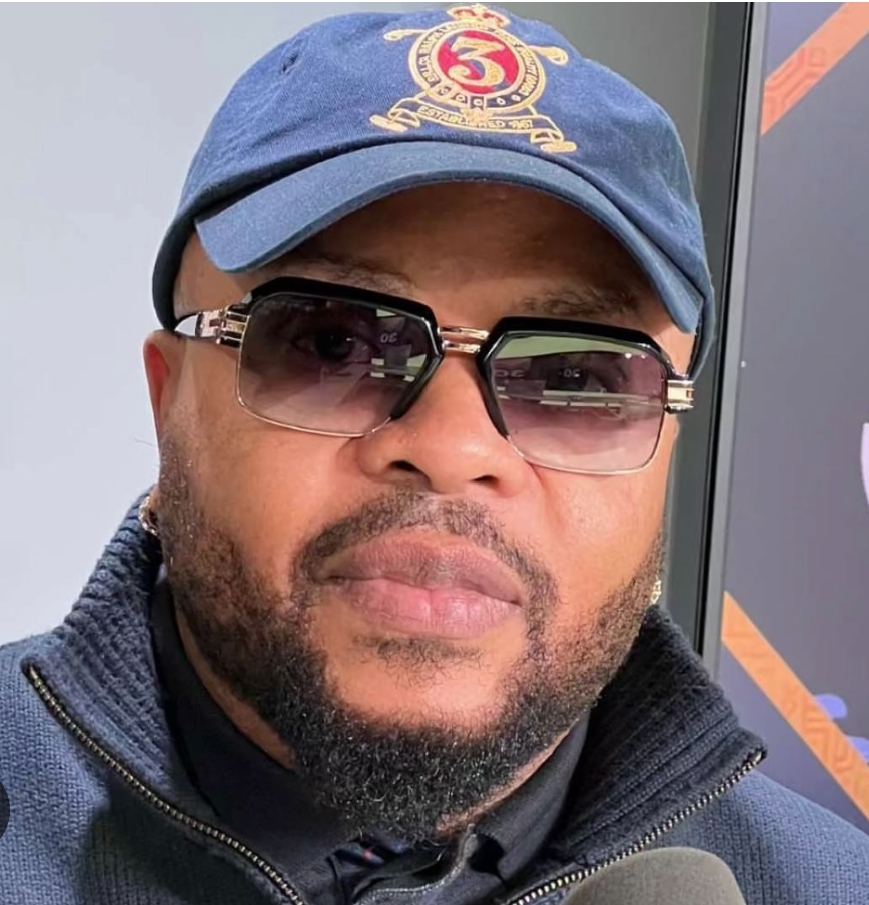

Le 22 septembre 2001, JB Mpiana devient le 3e artiste congolais à se produire à Bercy après Koffi Olomidé et Werrason. Le même chose fut la prestation au Stade des Martyrs de Kinshasa le 15 décembre 2001 devant plus de 2 500 spectateurs établissant ainsi un record pour la musique congolaise,.[source insuffisante]
La même année, il remporte le prix de meilleur chanteur de l'année, meilleur compositeur avec Sans te toucher, meilleure chanson avec Jeannette et étoile de l'année[Quoi ?] à égalité avec Werrason.
Entre 2002 et 2003, JB Mpiana et Wenge BCBG partent en tournée en Europe (France, Suisse, Belgique…) et annonce la préparation d'un album nommé Anti Terro (Anti-Terroriste)[source insuffisante].
En août 2004, le groupe Wenge BCBG sort le troisième album Anti-Terro enregistré en Afrique du Sud et contenant 17 titres disposés sur un double album. À cette occasion, JB Mpiana reçoit pour la 5e fois le prix de meilleur chanteur de la RD Congo, égalant le record détenu par son idole Papa Wemba. Toutefois, en 2008, il recevra de nouveau cette récompense et deviendra le seul à recevoir 6 fois le prix de meilleur chanteur de la RD Congo[source insuffisante].
En 2005, lors de la FIKIN à Kinshasa, Mpiana et Werrason ont joué sur 2 podiums différents avec leurs groupes respectifs durant plus de 17 heures et 48 minutes jusqu'à ce que des coups de feu soient entendus du côté du podium de JB. La police a dû intervenir et donc arrêter les concerts.
En 2007, JB Mpiana et Wenge BCBG sortent le 4e album Kipé ya yo (en français : occupe toi de tes affaires) de 9 titres dont le générique connaîtra un énorme succès grâce aux cris d'animation[Quoi ?] : Lopele, Le poisson a combien de parties ?[source insuffisante]. Dans la même période, JB Mpiana et Wenge BCBG sortent Quel est ton problème ?, un maxi-single de 5 titres.

### Soyons Sérieux(depuis 2011)
Après près de deux ans sans avoir sorti de projet, JB Mpiana revient sur la scène de la musique congolaise en novembre 2009 en annonçant la préparation d'un nouvel album nommé Soyons Sérieux au travers d'une interview de Mignon Abraham et Gentamicine (respectivement chanteur et animateur du groupe). 
En mars 2010, JB Mpiana et son groupe dévoilent les cris d'animation qui seront contenus dans l'album avec une danse nommée Mpunda La danse du cheval. La danse est présentée en août à la FIKIN avec les cris : "Est-ce que bo lingi mpunda to mutuka ?" (est-ce que vous voulez un cheval ou une voiture ?), alors ayant choisi un cheval, on continue par chanter : "amataka na mpunda ayokaka bilenge" (quand on monte sur le cheval on est heureux). Plusieurs concerts se font dans la ville de Kinshasa et dans certaines provinces du Congo, et des milliers des personnes affluent pour aller aux concerts des anges adorables. Le couronnement de ce succès est le concert VIP en bateau organisé le 30 mai 2010 sur le fleuve Congo où plus de mille personnes embarquent.
Peu après, le 30 août 2010, la commission nationale de censure de la RDC interdit la diffusion radiotévisée de la danse et de l’animation Mpunda jugé comme étant obscène et pleine d'insanités. Contrarié par la commission de censure, JB Mpiana se voit obligé de modifier les parties ciblées de son album. 
Néanmoins, il entreprend une tournée d'un mois en Europe. Il profite de ce séjour pour réaliser certains clips, corriger certaines parties de l'album et faire une interview sur RFI avec Claudy Siar annonçant la sortie de l'album. 
Le 15 novembre sur invitation de Moise Katumbi, il se produit à Lubumbashi pour célébrer le sacre de champion du TP Mazembe en Ligue des Champions de la CAF pour la saison 2009-2010.

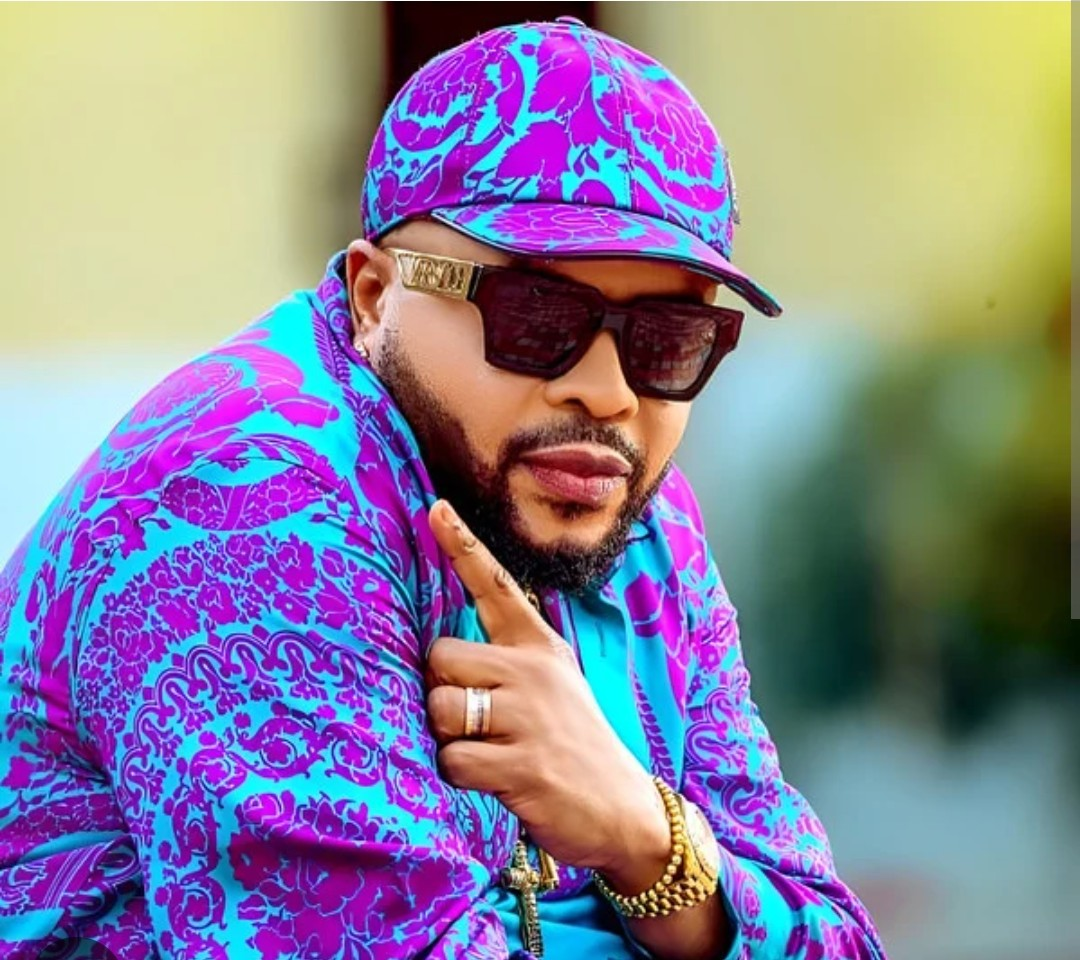

Le 14 février 2011, jour de la Saint-Valentin, coïncide avec la sortie le 5e album du groupe Soyons Sérieux, un double album produit par l'Ivoirien David Monsoh également producteur de Fally Ipupa et du défunt Douk Saga. Ce double album, contenant 19 titres, se classe 3e dans le hit parade congolais du journal L'Avenir derrière Bande Annonce de Jossart N'yoka Longo et Techno Malewa Suite et fin de Werrason[source insuffisante].

## Vie privée
Le 21 mars 2025, il perd sa fille Océane Mpiana, âgée de 27 ans, dans un accident de la route à Vert-Saint-Denis,.

## Discographie

### Avec Wenge Musica BCBG 4X4
- 1988 : Bouger Bouger
- 1991 : Kin E Bougé
- 1993 : Kala-Yi-Boeing
- 1993 : Le monde est méchant (Single)
- 1994 : Les Anges Adorables Vol.1 et 2
- 1995 : Pile ou Face (premier album solo d'Alain Makaba)
- 1996 : Pleins Feux (réédition de chansons enregistrés en 1992)
- 1996 : Pentagone

### En solo
- 1997 : Feux de L'Amour
- 2000 : TH (Toujours Humble)

### Avec Wenge BCBG
- 1998 : Titanic
- 2001 : Internet
- 2004 : Anti-Terro
- 2007 : Kipe Ya Yo
- 2007 : Quel est ton problème?
- 2011 : Soyons Sérieux
- 2022 : Balle de Match, vol. 1
- 2023 : Balle de Match, vol. 2

### Singles et featurings
- 1993 : Le Monde est méchant (avec Wenge Musica)
- 1995 : Tchane, Fisol, Chance ( d'Alain Makaba)
- 1998 "Franc Congolais"
- 1999 : Mboni feat Mimi Ciel
- 1999 : Portugaise (de Stino Mubi)
- 1999 : Ndoto ya baba (de Stino Mubi)
- 1999 : Courage
- 1999 : Reflexion (de Pascal Poba)
- 1999 : Y'a pas match, Y'a pas photo !
- 2002 : Suka ya sekele (Pub Primus)
- 2003 : Pelisa Ngwasuma (Pub Primus)
- 2005 : Bongolowayi (Pub Primus)
- 2007 : Bokeseni ezali (Pub Primus)
- 2010 : Kiyunguzuna (Pub Primus)
- 2011 : Primus feat. Werrason (enregistré en 2008)
- 2011 : Biloko (Pub Primus)
- 2012 : Libala Bosembo
- 2013 : Primus Kintingi Tingi (Pub Primus)
- 2013 : Champagne (Pub Primus)
- 2013 : Zadio et Carole Kongolo
- 2014 : Chasse à l'homme (avec Papa Wemba)
- 2014 : Petite ya Quartier (Pub Primus)
- 2016 : Échauffement avant match (Maxi-Single)
- 2016 : Je ne te calcule pas
- 2021 : Irremplacable (Hommage à Papa Wemba)

- 2023: Rumba Forever
- 2023 : Votez FATSHI

## Récompenses et nominations
Au cours de sa carrière, il aura reçu plus de 25 palmes d'or au Congo en tant que : 
- Meilleur Chanteur[18][source insuffisante](6 Palmes D'or) : 1991, 1997, 2000, 2001, 2004, 2008
- Meilleure Chanson :
  - 5 palmes D'or : Feux de L'amour (1997) Jeannette (2001).
  - Palme d'argent : Zadio (2008)
  - Palme de Bronze Ezau (2004)
- Meilleur album (2 Palmes d'or) : Feux de L'amour (1997).
  - Palme d'argent avec Anti-Terro (2004)
  - Palme de Bronze en 2001 avec Internet
- Meilleur auteur compositeur[19][source insuffisante] (3 palmes d'or) : Feux de L'amour (1997), Internet (2001).
  - Palme d'argent avec Anti-terro (2004)
- Meilleure composition (3 palmes d'or) : Feux de L'amour (1997), , Sans te toucher (2001)
- Meilleur Artiste (4 palmes d'or) : 1997, 2001,2010(ndule award)
- Meilleur groupe musical ou Orchestre : Wenge BCBG palme d'or en 2004, 2008, 2010 (okapi award), palme d'argent en 2000, 2001 ; Palme de bronze en 2002
- meilleur spectacle au pays[20][source insuffisante] : 2001 au stade des Martyrs, 2003 a la Fikin
- Prix spécial du jury 2003

| Année | Catégorie                        | Récompense                   | Travail nommé                | Résultat   | Trophée        |
| 1988  | Meilleure chanson de l’année     |                              | Mulolo                       | Lauréat    | Palme d'or     |
| 1991  | Meilleur Chanteur de l’année     |                              | Kin eBouge                   | Lauréat    | Palme d'or     |
| 1998  | Meilleur chanson de l’année      | Vote Populaire               | Omba                         | Lauréat    |                |
| 1998  | Meilleur chanson de l’année      | Référendum Musical           | Omba                         | Nomination | Palme d'argent |
| 1999  | Meilleur Concert de l’année      | Référendum Musical Congolais | JB Mpiana Au Zenith de Paris | Lauréat    | Palme d'or     |
| 1999  | Meilleur spectacle du 20e siècle | Référendum Musical Congolais | JB Mpiana à l'Olympia        | Lauréat    | Palme d'or     |
| 2000  | Meilleur Chanteur de l’année     | Référendum Musical           | TH                           | Lauréat    | Palme d'or     |
| 2000  | Meilleur album de l’année        | Référendum Musical           | TH                           | Lauréat    | palme d'or     |
| 2000  | Meilleur chanson de l’année      | Référendum Musical           | 48 Heures Gecoco             | Lauréat    | Palme d'or     |
| 2000  | Meilleur composition             | Référendum Musical           | Grâce a toi Germain          | Lauréat    | Palme d'or     |
| 2000  | Meilleur Auteur-Compositeur      | Référendum Musical           | TH                           | Lauréat    | Palme d'or     |
| 2000  | Meilleur Artiste de l’année      | Référendum Musical           | TH                           | Lauréat    | Palme d'or     |

## Concerts et spectacles
Avec plus de mille concerts depuis la séparation du groupe Wenge Musica BCBG 4x4 en décembre 1997, JB Mpiana s'est produit en République démocratique du Congo, en Afrique, en Europe, aux États-Unis et au Canada. Le tout premier concert eut lieu en 1998.
Le 21 décembre 2013, JB Mpiana a vu son concert au Zénith de Paris annulé par les autorités françaises à la suite d'une plainte des Congolais de la diaspora regroupés sous le nom des « combattants », un groupe de jeunes militants vivant en Europe qui avait mis un embargo sur la musique congolaise en Europe, reprochant aux musiciens congolais d'être en connivence avec le pouvoir sanguinaire de Joseph Kabila depuis sa fraude aux élections présidentielles de 2011 et également l'obscénité des danses et chansons de JB Mpiana.
Concerts notables livrés hors d'Afrique
| Concerts                                           | Année | Lieu      | Notes                                                                                   |
| -------------------------------------------------- | ----- | --------- | --------------------------------------------------------------------------------------- |
| Live Bataclan Vol.1 & 2 (VHS & DVD)                | 1998  | Paris     |                                                                                         |
| Live au Canada bwe Vol.1 & 2 (VHS DVD & CD)        | 1999  | Montréal  |                                                                                         |
| Zénith de Paris/France Vol 1 & 2 (CD & DVD)        | 1999  | Paris     | Élu meilleur concert de l'année par la presse musicale congolaise[réf. nécessaire]      |
| Olympia (VHS & DVD)                                | 1999  | Paris     | Élu meilleur spectacle du XXe siècle par la presse musicale congolaise[réf. nécessaire] |
| Live Bercy Vol.1 : le défi musical de l'année (CD) | 2001  | Paris     |                                                                                         |
| Live Bercy Vol.2 : séduit le public (CD)           | 2001  | Paris     |                                                                                         |
| Live Bercy : La Condamnation de Bercy (VHS & DVD)  | 2001  | Paris     |                                                                                         |
| Live Les Griffes d'Acier (DVD)                     | 2002  | Paris     |                                                                                         |
| Live Morceau Dur (CD & DVD)                        | 2002  | Paris     |                                                                                         |
| Live Élysée Montmartre : Grand Virage (DVD)        | 2002  | Paris     |                                                                                         |
| Live Dock Eiffel (DVD)                             | 2006  | Paris     |                                                                                         |
| Live Taxi&Tour : Dégât Matériel (DVD)              | 2008  | Bruxelles |                                                                                         |
| Live Bataclan : Suicide Collectif (CD & DVD)       | 2008  | Paris     |                                                                                         |
| Live Dock Eiffel : Mpunda forever (CD & DVD)       | 2010  | Paris     |                                                                                         |